# Neocreazionismo
Il neocreazionismo è un movimento il cui scopo è quello di riaffermare il creazionismo in termini che abbiano maggiore probabilità di essere ben accolti dal pubblico, dai responsabili della politica e dalla comunità scientifica. Esso mira a reinquadrare il dibattito sulla origini della vita in termini non religiosi e senza richiami alla scrittura. Si tratta di una risposta alla sentenza del 1987 della Corte Suprema degli Stati Uniti d'America in Edwards v. Aguillard che il creazionismo è un concetto intrinsecamente religioso e che perorarlo come corretto o accurato nei corsi scolastici viola la Clausola di stabilimento del Primo Emendamento.
Una delle sue principali asserzioni è che la scienza ortodossa apparentemente oggettiva, con una base nel naturalismo, è in effetti una religione dogmaticamente ateista. I suoi proponenti sostengono che il metodo scientifico esclude certe spiegazioni dei fenomeni, particolarmente quando puntano verso elementi soprannaturali, impedendo in realtà al punto di vista religioso di contribuire alla comprensione dell'universo. Ciò conduce a un'aperta e spesso ostile opposizione a ciò che essi chiamano "darwinismo", che generalmente si intende riferito all'evoluzione, ma può essere esteso per includere concetti quali l'abiogenesi, l'evoluzione stellare e la teoria del Big Bang.
Importanti organizzazioni neocreazioniste sono Discovery Institute e il suo Center for Science and Culture. I neocreazionisti devono ancora stabilire una linea riconosciuta di legittima ricerca scientifica e perciò mancano decisamente di legittimazione scientifica e accademica, anche tra molti accademici dei college cristiani evangelici. Il neocreazionismo è considerato da Eugenie C. Scott e altri critici come la forma più riuscita di irrazionalismo. La principale forma di neocreazionismo è il disegno intelligente (DI). Una seconda forma, la teoria dell'apparizione improvvisa, che asserisce che le prime forme di vita e l'universo apparvero improvvisamente e che anche le piante e gli animali apparvero improvvisamente in forma complessa, è stata occasionalmente ipotizzata.

## Motivazioni
Il movimento neocreazionista è motivato dal timore che la religione sia sotto attacco da parte dello studio dell'evoluzione. Un argomento comune alle giustificazioni neocreazioniste è che la società ha sofferto "conseguenze culturali devastanti" per aver adottato il materialismo e che la scienza è la causa di questo scadimento nel materialismo poiché cerca solo spiegazioni naturali. Essi credono che la teoria dell'evoluzione implichi che gli esseri umani non hanno nessuna natura spirituale, nessun fine morale e nessun significato, e perciò che l'accettazione dell'evoluzione la vita umana portando direttamente alle atrocità commesse dal regime nazista di Hitler, ad esempio. I proponenti del movimento cercano di "sconfiggere [la] visione del mondo materialistica" rappresentata dalla teoria dell'evoluzione in favore di "una scienza consonante con le convinzioni cristiane e teistiche". Phillip E. Johnson, "padre" del movimento del disegno intelligente, afferma che lo scopo del movimento è di "affermare la realtà di Dio".

## Tattica
Gran parte dello sforzo dei neocreazionisti in risposta alla scienza consiste nel portare prove che dovrebbero evidenziare lacune nella comprensione o incoerenze di minore importanza nella letteratura della biologia, facendo poi affermazioni su ciò che può e che non può avvenire nei sistemi biologici. I critici del neocreazionismo sottolineano che la scienza neocreazionista consiste nello scavare tra le citazioni della letteratura biologica (compresa la letteratura sorpassata) in cerca di errori minori, incoerenze o esempi di discussioni interne tra scienziati promettenti dal punto di vista della polemica. Questi disaccordi interni, fondamentali per il lavoro di tutte le scienze naturali, sono poi presentati come prova della fraudolenza e dell'imminente crollo del "darwinismo". I critici di questo pensiero asseriscono inoltre che il neocreazionismo impiega abitualmente questo metodo per sfruttare a suo vantaggio i problemi tecnici all'interno della biologia e della teoria evolutiva, facendo affidamento su un pubblico che non è sufficientemente erudito dal punto di vista scientifico per seguire dettagli complessi e spesso difficili. Robert T. Pennock sostiene che i proponenti del disegno intelligente stanno "fabbricando il dissenso" al fine di spiegare l'assenza di dibattito scientifico intorno alle loro asserzioni: "Le asserzioni 'scientifiche' di neocreazionisti come Johnson, Denton e Behe fanno affidamento, in parte, sulla nozione che questi problemi [che circondano l'evoluzione] siano l'argomento di un dibattito soppresso tra i biologi... Secondo i neocreazionisti, l'apparente assenza di questa discussione e il quasi universale rifiuto delle asserzioni neocreazioniste devono essere dovuti alla cospirazione tra i biologi professionisti invece che a una mancanza di merito scientifico."
Eugenie Scott descrive il neocreazionismo come "un bagaglio misto di strategie antievoluzionistiche determinate dalle decisioni legali contro le leggi per l'uguaglianza dei tempi" [da dedicare all'insegnamento della scienza della creazione e dell'evoluzione]. Quelle decisioni legali, McLean v. Arkansas ed Edwards v. Aguillard, hanno condannato l'insegnamento della scienza della creazione come un'alternativa all'evoluzione nelle lezioni di scienze delle scuole pubbliche. Scott considera il disegno intelligente e le varie strategie dei proponenti del disegno quali Teach the Controversy e Critical Analysis of Evolution, come esempi primari di neocreazionismo.
I neocreazionisti generalmente rifiutano il termine "neocreazione", sostenendo che sia un termine peggiorativo. Qualunque collegamento delle loro opinioni con il creazionismo minerebbe il loro obiettivo di essere visti quali propugnatori di una nuova forma di scienza. Invece, essi si presentano al loro pubblico non scientifico come se stessero seguendo una scienza valida, a volte ridefinendo la scienza stessa per adattarla ai loro bisogni. Questo approccio è rifiutato dalla vasta maggioranza dei veri praticanti di scienze. Nondimeno, i neocreazionisti affermano di presentare e seguire una scienza valida che è uguale, o superiore, alla teoria dell'evoluzione, ma devono ancora produrre ricerche scientifiche e verifiche riconosciute che sostengano le loro rivendicazioni. Invece, la preponderanza delle opere neocreazioniste sono pubblicazioni rivolte al grande pubblico e ai legislatori e ai responsabili della politica. Gran parte di quei lavori pubblicati sono di natura polemica, discutono e contestano ciò che vedono come un'"ortodossia scientifica" che difende e protegge il "Darwinismo" mentre attacca e ridicolizza presunte alternative come il disegno intelligente. Esempi delle polemiche neocreazioniste comprendono il Wedge Document ("Documento del cuneo") del Discovery Institute, il libro Darwin on Trial ("Darwin a processo") di Phillip E. Johnson e il libro From Darwin to Hitler ("Da Darwin a Hitler") di Richard Weikart. Le ricerche per il libro di Weikart furono sovvenzionate dal Discovery Institute e anche il libro è promosso attraverso l'istituto. Sia Johnson che Weikart sono affiliati al Discovery Institute; Johnson è consulente per i programmi e Weikart è un membro.

## Critiche
Tutti i personaggi seguenti rendono espliciti i collegamenti fra il creazionismo tradizionale, il neocreazionismo e il disegno intelligente. Non tutti i critici sono sul lato evoluzione del dibattito. Henry M. Morris, un importante creazionista della Terra giovane, accettava il termine, ma si opponeva alla logica del neocreazionismo proprio per la ragione che esso non abbraccia la Bibbia. Il Centro Battista per l'Etica esorta "i Battisti a riaffidarsi alla separazione tra Chiesa e Stato, che terrà le scuole pubbliche libere dalla pressione coercitiva per promuovere una fede settaria, come le preghiere a scuola scritte dallo Stato e l'insegnamento del neocreazionismo..."
- Barbara Forrest, coautrice di Creationism's Trojan Horse: The Wedge of Intelligent Design (ISBN 0-19-515742-7)
- Il teologo della Georgetown University John Haught
- Il giornalista Chris Mooney, autore di The Republican War on Science (ISBN 0-465-04675-4)
- Massimo Pigliucci[40]
- Eugenie C. Scott[41]

- Robert T. Pennock